# راندال كارفر
راندال كارفر (بالإنجليزية: Randall Carver)‏ هو ممثل أمريكي، ولد في 25 مايو 1946 في الولايات المتحدة.

## أعمال

### أفلام
- (1999) رجل على القمر[4]

## وصلات خارجية
- راندال كارفر على موقع IMDb (الإنجليزية)
- راندال كارفر على موقع قاعدة بيانات الفيلم (الإنجليزية)